# Nikto (software)
Nikto is een open source softwarepakket dat kwetsbaarheden in webservers en webapplicaties detecteert. Het kan duizenden kwetsbaarheden detecteren en is beschikbaar voor diverse besturingssystemen, zoals Windows, Linux en Mac OS/X. Het pakket is geschreven door Chris Sullo.
Onder het soort kwetsbaarheden dat Nikto kan detecteren zijn zowel veel voorkomende aanvallen zoals SQL-injectie, cross-site scripting, als typen aanvallen die minder vaak voorkomen. Veel bestanden waarvan bekend is, dat zij gevaarlijk kunnen zijn, zoals scripts waar fouten in zitten die door een hacker misbruikt kunnen worden, kunnen door Nikto worden gevonden.
Het programma Nikto wordt vanaf de commandoregel aangeroepen. Een kenmerk van de applicatie is, dat het doorgaans eenvoudig te detecteren is, omdat het niet voorzichtig te werk gaat tijdens het zoeken naar kwetsbaarheden. Een Intrusion Detection System, dus een geautomatiseerd systeem dat hackpogingen en voorkomens van ongeautoriseerde toegang tot een informatiesysteem of netwerk detecteert, kan Nikto eenvoudig opmerken.
Regelmatig merkt Nikto onterecht problemen op, bijvoorbeeld als een bestand zoals vulnerablecode.php normaal gesproken een beveiligingslek heeft, terwijl de inhoud ervan totaal anders is dan die van het problematische script dat bij Nikto bekend is, kan Nikto hier onterecht een waarschuwing voor geven. Verder zal Nikto behalve waarschuwingen ook informatieve boodschappen op het scherm tonen.